# 震中距

震中示意图

震中距（英語：epicentral distance），是指震中至某一指定点的地面距离。一般地，规模相等的地震，震中距越小，地震造成的破坏越重。反之，随着震中距的增加，地震造成的破坏逐渐减轻。由于较早年代设计的地震仪的限制，一些地震度量在观测点的震中距超过一定范围便开始出现误差。在地震学中，远震通常用°（度）作为单位，而近震则使用千米作为单位。但无论远近，都使用Δ作为符号表示震中距。

## 测量方法

### S－P时差法
即使某次地震的震源深度很深，它仍然可以拥有一个极短的震中距。在测量震中距较小的地震的震中距时，首先要量出P波初动的读数，然后确认S波的到达。根据P波和S波的到时差，在走时表上查出震中距Δ的数值。

### 其它方法
如果震源非常远，即震中距离大于105°时，就不能根据S－P时差法确定震中距离了，而必须采用P、PKP、PP、SKS、PS等波来确定震中距。

## 与地震度量的关联

### 近震震级的定义
1935年，在没有成熟的地震度量的背景下，两位来自美国加州理工学院的地震学家查尔斯·弗朗西斯·里克特和宾诺·古登堡为研究美国加州地区发生的地震，设计出近震震级的地震度量。为了使结果不为负数，里克特定义在震中距为100千米处之观测点地震仪记录到的最大水平位移为1微米（这也是伍德－安德森扭力式地震仪的最高精度）的地震作为0级地震。按照这个定义，如果震中距为100千米处的伍德-安德森扭力式地震仪测得的地震波振幅为1毫米的话，则震级为3级。虽然里克特等人尝试使结果不为负数，但由于近震震级规模并没有明确规定上限或下限，现代精密的地震仪经常记录到规模为负数的地震。并且由于当初设计里氏地震规模时所使用的伍德-安德森扭力式地震仪的限制，近震规模ML若大于约6.8或观测点的震中距超过约600千米便不适用。

### 面波震级的计算
震中距是计算面波震级的重要参数之一。计算面波震级的方程式为：
{\displaystyle M=\log _{10}\left({\frac {A}{T}}\right)_{\text{max}}+\sigma (\Delta )}
其中，A表示表面波中最大質點位移（兩個水平位移的向量和），單位為微米；T表示對應的週期，單位為秒；Δ表示震中距，單位為度；σ(Δ)是量规函数。一般地，量规函数的表达式为：
{\displaystyle \sigma (\Delta )=1.66\cdot \log _{10}(\Delta )+3.5}
根據GB 17740-1999，兩個水平位移必須是在相同時間或八分之一個週期內測量，如果兩個位移有不同的週期，必須使用加權總合。
{\displaystyle T={\frac {T_{N}A_{N}+T_{E}A_{E}}{A_{N}+A_{E}}}}
其中，AN表示南北方向的位移，單位為微米；AE表示東西方向的位移，單位為微米；TN表示對應AN的週期，單位為秒；TE表示對應AE的週期，單位為秒。
由此可见，不同震中距选用的地震面波周期值均不相同。一般地，可参照下表选定周期值。
| 不同震中距(Δ)选用的地震面波周期(T)值 | 不同震中距(Δ)选用的地震面波周期(T)值 | 不同震中距(Δ)选用的地震面波周期(T)值 | 不同震中距(Δ)选用的地震面波周期(T)值 | 不同震中距(Δ)选用的地震面波周期(T)值 | 不同震中距(Δ)选用的地震面波周期(T)值 |
| Δ/°                                  | T/s                                  | Δ/°                                  | T/s                                  | Δ/°                                  | T/s                                  |
| ------------------------------------ | ------------------------------------ | ------------------------------------ | ------------------------------------ | ------------------------------------ | ------------------------------------ |
| 2                                    | 3～6                                 | 20                                   | 9～14                                | 70                                   | 14～22                               |
| 4                                    | 4～7                                 | 25                                   | 9～16                                | 80                                   | 16～22                               |
| 6                                    | 5～8                                 | 30                                   | 10～16                               | 90                                   | 16～22                               |
| 8                                    | 6～9                                 | 40                                   | 12～18                               | 100                                  | 16～25                               |
| 10                                   | 7～10                                | 50                                   | 12～20                               | 110                                  | 17～25                               |
| 15                                   | 8～12                                | 60                                   | 14～20                               | 130                                  | 18～25                               |

### 面波震级的大震速报
除计算面波震级外，研究近距离内（Δ≤15°）体波衰减特征及MB与MS更好的换算关系，是提高用体波震级MB速报大震震级经度的有效途径。这对于开展研究短周期仪DD-1和VGK等记录测定体波震级Mb也是一项有意义的定量化工作。

## 与震中的关联

三边量測法示意图。计算震中的具体做法是，分别以三个台站为圆心，以各自求得的震中距按相应比例作半径在地图上画圆。然后，将每两个圆的交点连接，三条弦的交点即为所求得的震中，再换算出经纬度。

20世纪以前，测定震中的方式一般为几何中心法。20世纪开始，在地震仪等仪器技术逐步趋向于成熟后，便诞生了单台测定法和台网测定法。三者相比，由于地壳构造的不均匀性对地震射线传播的影响，台网测定法的精确性最高，几何中心法的精确性最低。

### 几何中心法
20世纪以前，在没有仪器记录时，地震的震中位置都是按破坏范围而确定的宏观震中，它是极震区（震中附近破坏最严重的地区）的几何中心。由于无法确定极震区的精确范围，通常会造成误差。

### 单台测定法
由于各种地震波在不同地区、不同深度传播的速度都是不一样的，波速快的或走直径的先到达测站，其后陆续有其他波到达，这就产生了时间差。将震中距、震源深度和记录到的各种波的时间差，就可以编成适合各地使用的时距曲线及走时表。在某地发生地震时，分析员从地震记录图上量出该地震事件的各种波的时间差，对照已编好的走时表或套用公式计算，便可得出震中距。随后便需要确定方位角。将两个水平方向的初动振幅化为地动位移，用三角函数便可求出方位角。当方位角和震中距都求出来后，便能够轻松找到震中位置。这种方法便称之为单台测定法。

### 台网测定法
当至少三个地震测站计算出震中距时，便可通过三边量測法确定震中的位置。这种通过仪器测量出的震中一般称之为微观震中的方法被称为台网测定法。具体做法是，分别以三个台站为圆心，以各自求得的震中距按相应比例作半径在地图上画圆。然后，将每两个圆的交点连接，三条弦的交点即为所求得的震中，再换算出经纬度。

## 其它用途

### 地震分类
在地震分类上，震中距也发挥着自己独特的作用。同一个地震在不同的距离上观察，远近不同，叫法也不一样。根据震中距，地震可分为三类：
- 地方震（英語：local earthquake）：Δ＜100km
- 近震：100km≤Δ≤1000km
- 远震：Δ＞1000km

### 震相研究
震中距不同，由于受到震源、震源深度及地震射线的传播综合影响，反映在地震记录图上震相表现的形态亦不相同。因此，随着震中距的不同，地震参数的测定也就不同。已知观测点的震中距，就可以较为轻松地分辨复杂而各异的震相，一般根据记录图上地震记录的总情况加以判断。地震的大小、远近、深远各有明显的特征。震源越近，震动的持续时间越短；震源越远，则持续时间越长。